# Astrocaryum vulgare
Astrocaryum vulgare ist eine Palmenart. Sie ist im Amazonasgebiet heimisch. Die essbaren Früchte der Art werden zur Ölgewinnung genutzt.

## Beschreibung

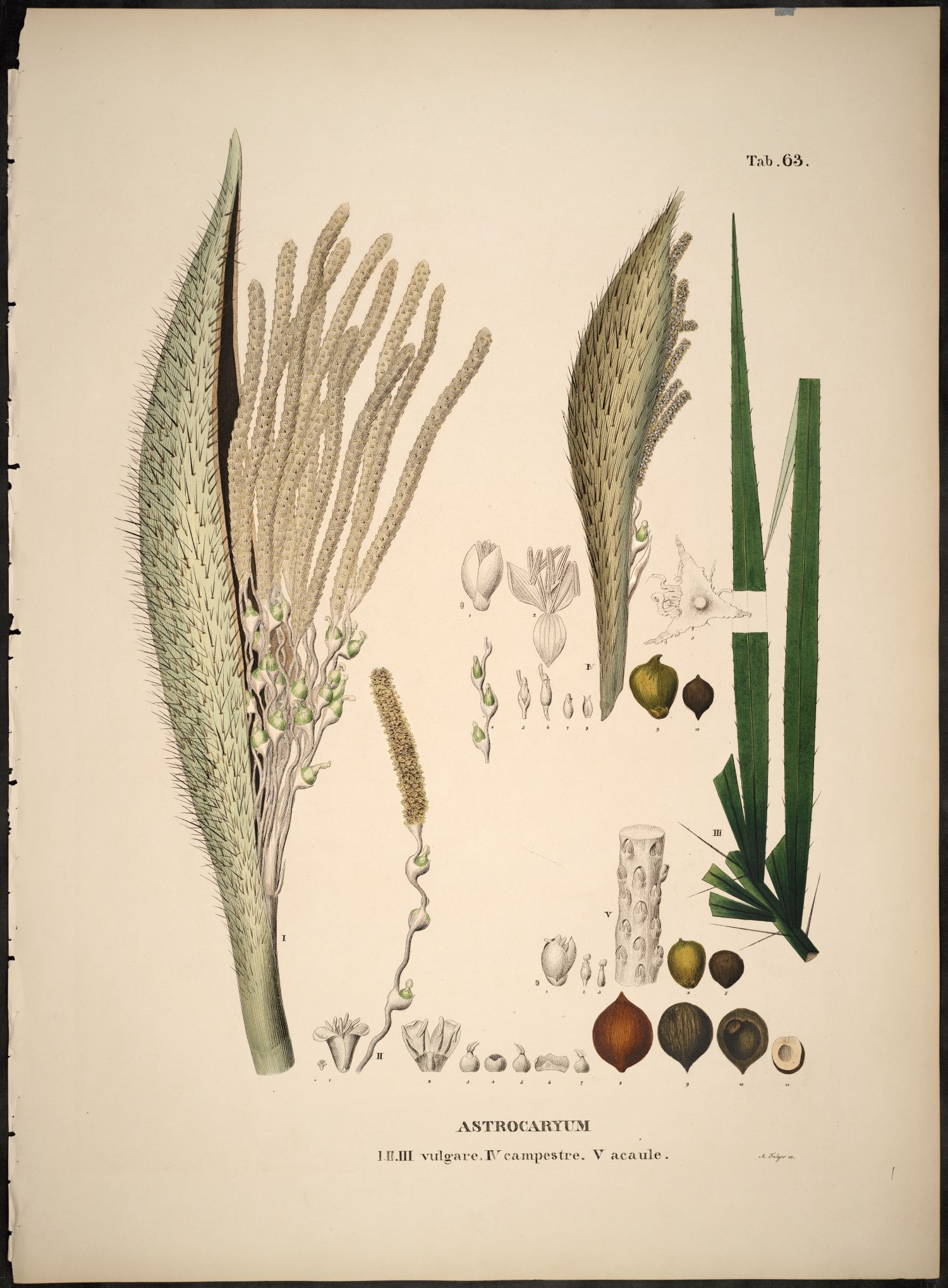
In der Illustration ist I, II und III Astrocaryum vulgare

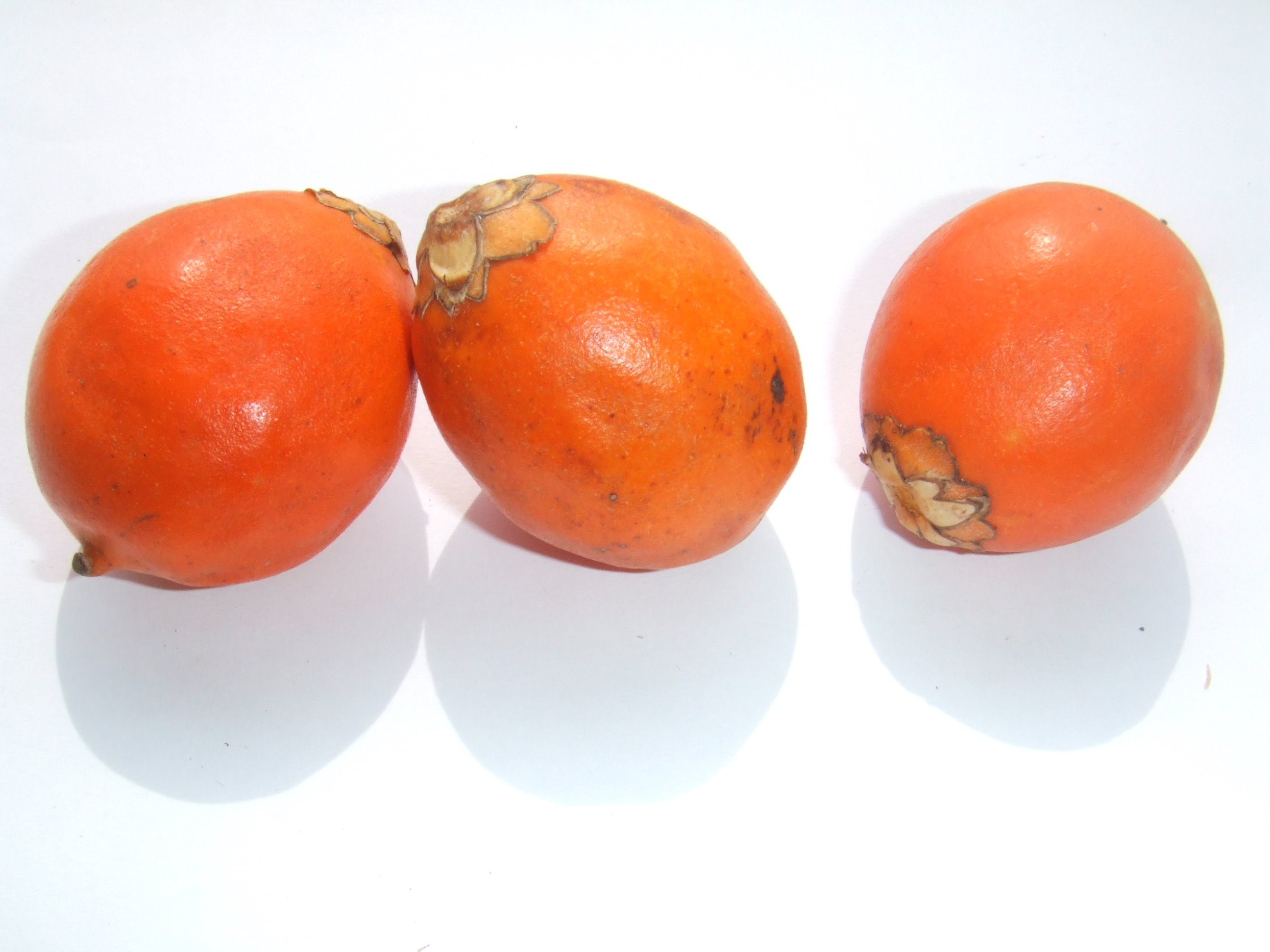
Reife Früchte

### Vegetative Merkmale
Die Art bildet büschelartige, mehrstämmige Gruppen aus dicht zusammenstehende, schlanken Stämmen, seltener einzeln stehende Stämme aus. Sie erreicht Wuchshöhen zwischen vier und neun (selten zehn) Metern und Durchmesser von etwa 10 bis 20 Zentimeter. Die Blattnarben am Stamm sind kreisförmig. Die Stämme tragen dicht stehende, schwarz gefärbte unregelmäßige, etwas abgeflachte Stacheln von bis zu 22 Zentimeter Länge.
Die acht bis sechzehn starren Blätter besitzen eine Achse (Rachis) von etwa drei bis vier Meter Länge, der Blattstiel einschließlich der Scheide erreicht zwei Meter Länge, beide sind wie der Stamm bestachelt, wobei die Stacheln zur Spitze (Apex) des Blattes hin seltener werden. Die etwa 100 linearen Blättchen (Pinnae) jedes Blattes sitzen unregelmäßig in Gruppen zusammen, sie stehen in verschiedene Richtungen ab und bilden keine gemeinsame Ebene aus. Ihre Länge erreicht etwa 70 bis 110, die Breite 1,5 bis 4 Zentimeter. Sie sind auf der Oberseite frischgrün, auf der Unterseite graugrün bestäubt. Der Rand ist bewimpert mit etwa 1 bis 4 Millimeter langen schwarzen Borsten.

### Generative Merkmale
Die Blütenstände sitzen aufrecht zwischen den Blättern, sie sind von scheidenartigen Hochblättern umgeben, die eine Spatha bilden, das äußere erreicht etwa einen, das innere zwei Meter Länge, sie sind bräunlich gefärbt. Die Blütenstandsachse ist etwa einen Meter lang, sie ist in etwa 200 Äste verzweigt, die etwa 25 Zentimeter Länge erreichen. Ihr männlicher Teil ist etwa 10 Zentimeter lang. An der Basis jedes Astes sitzen die weiblichen Blüten zu zwei bis vier gehäuft. Diese sind etwa 12 bis 15 Millimeter lang. Kelch und Krone besitzen etwa gleiche Länge und bilden eine urnenförmige, weißlich beschuppte Blütenhülle, deren Rand fein gewimpert ist. Die männlichen Blüten erreichen nur drei bis vier Millimeter Länge, mit ringförmigem Kelch und sechs an der Basis verwachsenen Staubblättern. Die glatte Frucht ist rundlich-eiförmig und reif leuchtend orange gefärbt. Sie erreicht etwa 4,5 Zentimeter Länge bei 3,5 Zentimeter Durchmesser. Sie ist am Ende etwas zugespitzt. Der Fruchtbecher ist flach und besitzt etwa 2 Zentimeter Durchmesser. Das Fruchtfleisch (Mesokarp des Perikarps) ist fleischig-faserig, darin sitzt ein dünnes, steinhartes Endokarp von etwa drei Millimeter Dicke. Die Früchte besitzen einen, selten zwei Samen.
Die Art ist von der verwandten Astrocaryum aculeatum, deren Verbreitungsgebiet nach Süden jenseits des Rio Tapajós anschließt, durch den mehrstämmigen Wuchs, die urnen- statt vasenförmige Blütenhülle und die gleiche Länge von Kelch- und Kronblättern (bei A. aculeatum sind die Kronblätter kürzer), sowie durch die Farbe der reifen Früchte (bei A. aculeatum grünlich bis bräunlich) zu unterscheiden.

## Vorkommen
Astrocaryum vulgare wächst im östlichen Amazonasgebiet, in Brasilien und den Guyanas. In Brasilien ist sie verbreitet in Pará, Maranhão und Amapá, nach Süden bis ins nördliche Tocantins und Mato Grosso, wo sie in der Übergangszone zwischen Regenwald und Strauchsavanne vorkommt. Im Norden erreicht das Areal Französisch-Guayana und Suriname, wo sie auf die Küstenregion beschränkt bleibt.
Die Art wächst im Regenwald, ist aber im Sekundärwald weitaus häufiger und gilt in Wäldern als Störungszeiger. Sie kommt auf gut dränierten, in der Regel sandigen Böden der Terra Firme und der selten überfluteten Várzea vor, gelegentlich auf granitischen Felshügeln. Sie meidet Gewässerufer. Häufig findet man sie im direkten Umfeld menschlicher Ansiedlungen auf Terra preta, wo sie wegen ihres Nutzens gefördert wird, sie ist so stellenweise auch als Kulturfolger außerhalb ihres natürlichen Areals angesiedelt worden. Die Art ist sehr resistent gegenüber Feuer und kommt so auch nach Brandrodungen eingestreut in Weideland vor. Nach Fällen treibt sie aus dem Wurzelstock wieder aus. Trotz der Stacheln wird sie gelegentlich sogar in Gärten gepflanzt.
Die Tucumã-Palme gilt als Pionierpflanze mit aggressivem Wachstum und hat die Fähigkeit, neue Triebe nach einem Brand zu bilden. Samen brauchen bis zu zwei Jahren, um zu keimen. Die Palme wächst langsam und beginnt erst nach acht Jahren Früchte zu bilden. Die Widerstandsfähigkeit gegen Krankheiten und die hohe Produktivität machen diese Art zu einer Alternative für die Produktion von Biodiesel, da die Betriebskosten einer Plantage viel geringer als bei der Ölpalme sind.

## Taxonomie
Die Gattung Astrocaryum umfasst etwa 40 Arten, von denen in Brasilien 26, in Französisch-Guayana 8 und in Suriname 9 vorkommen. Innerhalb der Gattung wird sie mit acht anderen Arten in der Untergattung, Sektion und Subsektion Astrocaryum geführt.
Die Erstbeschreibung von Astrocaryum vulgare erfolgte 1824 in Historia Naturalis Palmarum, Band 2, S. 74, Tafel 62–63 durch Carl Friedrich Philipp von Martius.

## Trivialnamen in anderen Sprachen
Trivialnamen Tucum oder Tucumã-do-Pará in Brasilien, Aouara in Französisch-Guayana, Wara Awara in Guyana, Awarra in Suriname.

## Nutzung und Symbolik
Der Samen der Astrocaryum vulgare ist von einem orangefarbenen ölhaltigen Fruchtfleisch bedeckt. Im Durchschnitt wiegt die Frucht 30 Gramm. 34 % dieses Gewichtes entspricht der Fruchtpulpe, die 14 % bis 16 % Öl (Tucumöl) enthält. Ein ausgewachsenes Palmenexemplar kann bis zu 50 kg Früchte pro Jahr produzieren. Im Durchschnitt rechnet man 25 kg Früchte, das etwa 2,5 kg Öl aus der Fruchtpulpe und 1,5 kg aus dem Kern entspricht. Auf einem Hektar Land können 400 Palmen mit jeweils drei produzierenden Stämmen gepflanzt werden. Insgesamt entspricht dies 1200 Palmenstämmen und führt zu einem Ertrag von 4,8 Tonnen Öl pro Hektar.
Die Samenschale wird vor allem von indigenen Amazonasbewohnern für die Herstellung von schwarzen Ringen verwendet. Im 18. Jahrhundert galt dieser Ring als Symbol der Ehe für Sklaven und Eingeborene, die es sich nicht leisten konnten, Gold zu kaufen. Darüber hinaus war der Ring auch ein Symbol der Freundschaft und der Widerstand gegen die bestehende Ordnung – die Freiheitskämpfer. Heutzutage werden diese Ringe von katholischen Missionaren als Symbol der Solidarität mit den Armen und Unterstützung im Kampf für Gleichberechtigung, soziale Gerechtigkeit und Menschenrechte getragen. Einige Amazonasvölker verwendeten sie außerdem für abgestumpfte Pfeilspitzen, die im Flug einen Pfeifton erzeugen.
Auch die faserigen Blätter werden, zum Korbmachen, verwendet. Einige indigene Völker verwenden auch Wurzelextrakte zu volksmedizinischen Zwecken.